# Борщёв, Семён Николаевич
Семён Николаевич Борщёв (1905—1975) — советский военачальник, генерал-лейтенант (1955); автор книги «От Невы до Эльбы» (Л., 1970).

## Биография
Родился 15 февраля 1905 года в хуторе Александро-Кундрюченском Черкасского округа Области войска Донского Российской империи, ныне хутор Пролетарка Красносулинского района Ростовской области, русский.
В период становления Советской власти на Дону, участвовал в общественной жизни хутора, одним из первых в Пролетарке вступил в комсомол, а вскоре был выбран секретарем комсомольской ячейки. Членом ВКП(б) стал в 1924 году. После окончания Шахтинской совпартшколы работал секретарем партийных организаций в хуторах Гуково и Павловка. Затем два года проработал в доменном цеху Сулинского металлургического завода и позже — полгода заместителем председателя Красносулинского горсовета.
В мае 1931 года по специальному набору ВКП(б) коммунист Семен Борщев был призван в Красную армию и направлен в Киевское артиллерийское училище, после окончания которого был оставлен курсовым командиром, где прослужил четыре года. Затем был направлен на учёбу в Военную академию РККА имени М. В. Фрунзе. В 1939 году, по окончании академии, назначен начальником оперативного отделения штаба 168-й стрелковой дивизии Ленинградского военного округа. Участвовал в советско-финской войне 1939—1940 годов.
С началом Великой Отечественной войны дивизия Борщёва входила в 7-ю, а затем в 23-ю армию Северного фронта. В сентябре 1941 года он, в звании майора, был назначен начальником штаба дивизии. А в мае 1942 года Борщев был назначен командиром 5-й отдельной стрелковой бригады моряков Краснознамённого Балтийского флота, преобразованной в августе того же года в 71-ю отдельную морскую стрелковую бригаду. В ноябре 1942 года он был назначен на должность командира 268-й стрелковой дивизии. После неудачно проведенной операции в районе нас. пункта Красный Бор в апреле 1943 года полковник С. Н. Борщев был отстранен от должности и назначен командиром 169-го стрелкового полка 86-й стрелковой дивизии. С 15 июля 1943 года он командовал 46-й стрелковой дивизией. До конца года её части в составе 55-й и 67-й армий находились в обороне в районе Красного Бора. 26 января 1944 года дивизия перешла в подчинение 123-го стрелкового корпуса 42-й армии и участвовала в Новгородско-Лужской наступательной операции. Приказом ВГК от 20 февраля 1944 года ей было присвоено наименование «Лужская». В конце апреля дивизия была выведена в резерв фронта. В июне она в составе 21-й армии принимала участие в Выборгской наступательной операции, в овладении г. Койвисто и боях на выборгском направлении. В августе дивизия была переброшена под г. Гдов, a 11 сентября сосредоточена в районе Тарту. В том же месяце она в составе 2-й ударной армии вела успешное наступление в направлении Пярну, участвуя в Таллинской наступательной операции. В последующем она вела наступательные бои в Польше и Восточной Пруссии. На заключительном этапе войны в 1945 года её части в составе 2-го Белорусского фронта участвовали в Млавско-Эльбингской, Восточно-Померанской и Берлинской наступательных операциях, в боях по освобождению польских городов Цеханув, Дейч-Эйлау (Илава), Данциг (Гданьск). В ходе Берлинской операции дивизия вела бои за немецкие города Торгелов и Анклам. 1 и 2 мая её части вышли на побережье Балтийского моря и залива Грабов, где заняли оборону.

Могила Борщёва и его жены

15 мая 1945 года командиром 108-го стрелкового корпуса генерал-лейтенантом Поленовым Борщёв был представлен к званию Героя Советского Союза. Данное представление поддержал командующий 2-й ударной армии генерал-лейтенант Федюнинский, но Военный Совет 2-го Белорусского фронта не согласился с этим решением. 29 июня 1945 года Указом Президиума Верховного Совета СССР Борщёв награждён орденом Ленина.
За время войны комдив Борщёв был 17 раз упомянут в благодарственных в приказах Верховного Главнокомандующего.
После войны Семён Николаевич продолжал командовать дивизией. С ноября 1946 по ноябрь 1948 годов находился на учёбе в Высшей военной академии им. К. Е. Ворошилова, по окончании которой командовал 21-й гвардейской воздушно-десантной дивизией, а с сентября 1953 года — 15-м гвардейским воздушно-десантным корпусом. С января 1956 года он исполнял должность 1-го заместителя командующего 3-й армией в Группе советских войск в Германии. В январе 1959 года генерал-лейтенант Борщев назначен заместителем командующего войсками по тылу Ленинградского военного округа, а в августе 1968 года — уволен в запас. В дальнейшем проживал в Ленинграде, вел общественно-политическую работу. Поддерживал тесную связь с земляками, часто бывал в Красном Сулине и родной Пролетарке.
Умер 28 октября 1975 года, похоронен в Ленинграде на Богословском кладбище.

## Награды
СССР
- три ордена Ленина (22.06.1944[5], 29.05.1945[6], 30.12.1956[7])
- четыре ордена Красного Знамени (в том числе 09.08.1941[8], 01.10.1944[9], 19.11.1951[7])
- орден Суворова II степени (10.04.1945)[10]
- орден Кутузова II степени (21.02.1944)[11]
- два ордена Красной Звезды (20.05.1940[12], 05.11.1946[7])
- медали в том числе:
  - «За боевые заслуги» (03.11.1944)[7]
  - «За оборону Ленинграда» (04.06.1943)
  - «За Победу над Германией в Великой Отечественной войне 1941—1945 гг.» (1945)

Приказы (благодарности) Верховного Главнокомандующего в которых отмечен С. Н. Борщёв.
- За овладение городом Луга — важным узлом коммуникаций и мощным опорным пунктом обороны немцев. 13 февраля 1944 года. № 74.
- За переход в наступление из района севернее Тарту и наступление западнее города Нарва, прорыв сильно укрепленную оборону противника и овладение крупными населенными пунктами Магдалэна, Муствэ, Йыгева, Авинурмэ, Иыхви, Кюремяэ-Кюла, Васкнарва, и железнодорожным узлом Сонда. 20 сентября 1944 года. № 190.
- За овладение городом Пярну (Пернов) — важным портом в Рижском заливе. 23 сентября 1944 года. № 192.
- За переход в наступление на двух плацдармах на западном берегу реки Нарев, севернее Варшавы, прорыв глубоко эшелонированной обороны противника и овладение сильными опорными пунктами обороны немцев городами Макув, Пултуск, Цеханув, Нове-Място, Насельск. 17 января 1945 года № 224.
- За овладение штурмом городами Млава и Дзялдово (Зольдау) — важными узлами коммуникаций и опорными пунктами обороны немцев на подступах к южной границе Восточной Пруссии и городом Плоньск — крупным узлом коммуникаций и опорным пунктом обороны немцев на правом берегу Вислы. 19 января 1945 года. № 232.
- За овладение городами Восточной Пруссии Остероде и Дейч-Эйлау — важными узлами коммуникаций и сильными опорными пунктами обороны немцев. 22 января 1945 года. № 244.
- За овладение городами Восточной Пруссии Вилленберг, Ортельсбург, Морунген, Заальфельд и Фрайштадт — важными узлами коммуникаций и сильными опорными пунктами обороны немцев. 23 января 1945 года. № 246.
- За овладение городами Восточной Пруссии Мюльхаузен, Мариенбург и Штум — важными опорными пунктами обороны немцев, прорыв к побережью Данцигской бухты, и захват города Толькемит, отрезав тем самым восточно-прусскую группировку немцев от центральных районов Германии. 26 января 1945 года. № 256.
- За овладение городами Гнев (Меве) и Старогард (Прейсиш Старгард) — важными опорными пунктами обороны немцев на подступах к Данцигу. 7 марта 1945 года. № 294.
- За овладение важными опорными пунктами обороны немцев на подступах к Данцигу и Гдыне — городами Тчев (Диршау), Вейхерово (Нойштадт) и выход на побережье Данцигской бухты севернее Гдыни, с занятием города Пуцк (Путциг). 12 марта 1945 года. № 299.
- За овладение городом и крепостью Гданьск (Данциг) — важнейшим портом и первоклассной военно-морской базой немцев на Балтийском море. 30 марта 1945 года. № 319.
- За овладение городами и важными узлами дорог Анклам, Фридланд, Нойбранденбург, Лихен и вступили на территорию провинции Мекленбург. 29 апреля 1945 года. № 351.
- За овладение городами Грайфсвальд, Трептов, Нойштрелитц, Фюрстенберг, Гранзее — важными узлами дорог в северо-западной части Померании и в Мекленбурге. 30 апреля 1945 года. № 352.
- За овладение городами Штральзунд, Гриммен, Деммин, Мальхин, Варен, Везенберг — важными узлами дорог и сильными опорными пунктами обороны немцев. 1 мая 1945 года. № 354.
- За овладение городами Росток, Варнемюнде — крупными портами и важными военно-морскими базами немцев на Балтийском море, а также городами Рибнитц, Марлов, Лааге, Тетеров, Миров. 2 мая 1945 года. № 358.
- За овладение городом Свинемюнде — крупным портом и военно-морской базой немцев на Балтийском море. 5 мая 1945 года. № 362.
- За форсирование пролива Штральзундерфарвассер, захват на острове Рюген городов Берген, Гарц, Путбус, Засснитц и полное овладение островом Рюген. 6 мая 1945 года. № 363.

Других государств
- орден «Крест Грюнвальда» III степени (ПНР)
- Крест Храбрых (ПНР)
- Медаль «За Одру, Нису и Балтику» (ПНР)
- Медаль «За Варшаву 1939—1945» (ПНР)